# Републикански път III-622
Републикански път IIІ-622 е третокласен път, част от Републиканската пътна мрежа на България, преминаващ изцяло по територията на област Кюстендил. Дължината му е 30,1 км.
Пътят започва при 15,1 км на Републикански път II-62 в североизточната част на село Невестино, пресича река Струма и източната част на селото и се насочва на югоизток. При село Четирци слиза в долината на река Елешница (десен приток на Струма), завива на юг и продължава нагоре по десния бряг на реката през историко-географската област Пиянец. Минава през село Друмохар, а при село Ваксево напуска долината на Елешница и продължава по долината на десния ѝ приток река Речица. При село Църварица асфалтовата покривка свършва и от там до бъдещия ГКПП Невестино и границата със Северна Македония, на протежение от 5,8 км пътят не е изграден и представлява полски (горски) път.
От Републикански път IIІ-622 надясно се отклоняват два третокласни пътя от Републиканската пътна мрежа с четирицифрени номера:
- при 13,2 км, в село Ваксево – надясно Републикански път III-6222 (26,2 км) през селата Смоличано, Пелатиково, Рашка Гращица, Згурово, Берсин и Граница до село Багренци при 5 км на Републикански път II-62;
- при 24,3 км, в село Църварица – надясно Републикански път III-6224 (47,3 км) през селата Ветрен, Раково, Чеканец и Ново село до село Слокощица.

| Пътища, отклоняващи се надясно (населено място, № на пътя, посока на пътя) | Км   | Пътища, отклоняващи се наляво (посока на пътя, № на пътя, населено място) |
| -------------------------------------------------------------------------- | ---- | ------------------------------------------------------------------------- |
| Община Невестино, II-62, 15,1 км, с. Невестино →                           | 0,0  | → с. Невестино, 15,1 км, II-62, Община Невестино                          |
| с. Четирци                                                                 | 2,4  | ← с. Четирци, 28,1 км, III-104 (от 346,1 км на I-1)                       |
| с. Друмохар                                                                | 6,9  | с. Друмохар                                                               |
| (до с. Багренци) III-6222, 0 км, с. Ваксево ←                              | 13,2 | с. Ваксево                                                                |
| (за с. Тишаново) общински път ←                                            | 19,7 |                                                                           |
| (до с. Слокощица) III-6224, 0 км, с. Църварица ←                           | 24,3 | с. Църварица                                                              |
| (в проект) ГКПП Невестино                                                  | 30,1 | ГКПП Невестино (в проект)                                                 |